# Nastri d'argento 2005
La cerimonia di premiazione della 60ª edizione dei Nastri d'argento, a eccezione di quelli per i cortometraggi, si è svolta il 4 febbraio 2005 presso l'Auditorium di Roma ed è stata presentata da Sabrina Impacciatore. I premi per i cortometraggi sono stati invece consegnati il 16 dicembre 2005.
Le candidature sono state rese note il 22 gennaio 2005 presso l'Hotel de Russie. Sono stati selezionati 36 degli 80 film italiani distribuiti nel corso del 2004.
Il maggior numero di candidature (otto) è stato ottenuto da Le chiavi di casa di Gianni Amelio e Le conseguenze dell'amore di Paolo Sorrentino.
I film che hanno ricevuto più premi (quattro) sono Non ti muovere di Sergio Castellitto e Le conseguenze dell'amore.

## Vincitori e candidati
I vincitori sono indicati in grassetto, a seguire gli altri candidati.

### Regista del miglior film italiano
- Gianni Amelio - Le chiavi di casa
- Sergio Castellitto - Non ti muovere
- Davide Ferrario - Dopo mezzanotte
- Matteo Garrone - Primo amore
- Paolo Sorrentino - Le conseguenze dell'amore

### Miglior regista italiano esordiente
- Saverio Costanzo - Private
- Antonio Bocola e Paolo Vari - Fame chimica
- Valeria Bruni Tedeschi - È più facile per un cammello... (Il est plus facile pour un chameau...)
- Paolo Franchi - La spettatrice
- David Grieco - Evilenko

### Miglior produttore
- Aurelio De Laurentiis (Filmauro) - Che ne sarà di noi e Tutto in quella notte
- Donatella Botti (Bianca Film) - Mi piace lavorare (Mobbing) e L'amore ritorna
- Marco Chimenz, Giovanni Stabilini e Riccardo Tozzi (Cattleya) - Non ti muovere e Tre metri sopra il cielo
- Enzo Porcelli (Achab Film) - Le chiavi di casa
- Domenico Procacci (Fandango) - Primo amore, Le conseguenze dell'amore e Lavorare con lentezza

### Migliore soggetto
- Paolo Sorrentino - Le conseguenze dell'amore
- Francesca Comencini - Mi piace lavorare (Mobbing)
- Matteo Garrone, Massimo Gaudioso e Vitaliano Trevisan - Primo amore
- Vincenzo Marra - Vento di terra
- Sergio Rubini e Domenico Starnone - L'amore ritorna

### Migliore sceneggiatura
- Sergio Castellitto e Margaret Mazzantini - Non ti muovere
- Gianni Amelio, Sandro Petraglia e Stefano Rulli - Le chiavi di casa
- Pupi Avati - La rivincita di Natale
- Davide Ferrario - Dopo mezzanotte
- Andrea Frazzi, Antonio Frazzi, Marcello Fois, Diego De Silva e Ferdinando Vicentini Orgnani - Certi bambini

### Migliore attrice protagonista
- Laura Morante - L'amore è eterno finché dura
- Nicoletta Braschi - Mi piace lavorare (Mobbing)
- Margherita Buy - Il siero della vanità
- Michela Cescon - Primo amore
- Francesca Inaudi - Dopo mezzanotte

### Migliore attore protagonista
- Toni Servillo - Le conseguenze dell'amore
- Fabrizio Bentivoglio - L'amore ritorna
- Giorgio Pasotti - Dopo mezzanotte e Volevo solo dormirle addosso
- Kim Rossi Stuart - Le chiavi di casa
- Carlo Verdone - L'amore è eterno finché dura

### Migliore attrice non protagonista
- Giovanna Mezzogiorno - L'amore ritorna
- Cristiana Capotondi - Christmas in Love e Volevo solo dormirle addosso
- Monica Bellucci, Rosalinda Celentano e Claudia Gerini - La passione di Cristo (The Passion of the Christ)
- Vincenza Modica - Vento di terra
- Teresa Saponangelo - Te lo leggo negli occhi

### Migliore attore non protagonista
- Raffaele Pisu - Le conseguenze dell'amore
- Valerio Binasco - Lavorare con lentezza
- Pierfrancesco Favino - Le chiavi di casa
- Elio Germano - Che ne sarà di noi
- Luca Lionello e Mattia Sbragia - La passione di Cristo (The Passion of the Christ)

### Migliore fotografia
- Luca Bigazzi - Le chiavi di casa, Le conseguenze dell'amore e Ovunque sei
- Cesare Accetta - L'odore del sangue
- Maurizio Calvesi - Segui le ombre
- Dante Cecchin - Dopo mezzanotte
- Marco Onorato - Primo amore

### Migliore sonoro in presa diretta
- Alessandro Zanon - Le chiavi di casa e La vita che vorrei
- Gaetano Carito - L'amore è eterno finché dura
- Mauro Lazzaro - Certi bambini
- Roberto Mozzarelli - Fame chimica
- Remo Ugolinelli - Lavorare con lentezza

### Migliore scenografia
- Francesco Frigeri - Non ti muovere e La passione di Cristo (The Passion of the Christ)
- Giancarlo Basili - L'amore ritrovato
- Marco Dentici - La vita che vorrei
- Antonello Geleng - Il cartaio
- Stefano Giambanco - Volevo solo dormirle addosso

### Migliori costumi
- Maurizio Millenotti - La passione di Cristo (The Passion of the Christ)
- Maria Rita Barbera - La vita che vorrei
- Lia Morandini - Pontormo e L'amore di Marja
- Silvia Nebiolo - Agata e la tempesta
- Gabriella Pescucci e Carlo Poggioli - Van Helsing

### Migliore montaggio
- Patrizio Marone - Non ti muovere
- Francesca Calvelli - Private e Radio West
- Daniele Ciprì, Franco Maresco e Claudia Uzzo - Come inguaiammo il cinema italiano - La vera storia di Franco e Ciccio
- Giogiò Franchini - Le conseguenze dell'amore
- Simona Paggi - Le chiavi di casa

### Migliore musica
- Banda Osiris - Primo amore
- Almamegretta - Certi bambini
- Pasquale Catalano - Le conseguenze dell'amore
- Luca Persico - Fame chimica
- Teho Teardo - Lavorare con lentezza

### Migliore canzone
- Un senso di Vasco Rossi e Saverio Grandi - Non ti muovere
- And I Close My Eyes di Marina Rei - Fino a farti male
- Che ne sarà di noi di Gianluca Grignani e Andrea Guerra - Che ne sarà di noi
- Christmas in Love di Tony Renis - Christmas in Love
- Una storia d'amore e vanità di Morgan - Il siero della vanità

### Regista del miglior film straniero
- Pedro Almodóvar - La mala educación
- Andrew Adamson, Kelly Asbury e Conrad Vernon - Shrek 2
- Fatih Akın - La sposa turca (Gegen die Wand)
- Alejandro González Iñárritu - 21 grammi (21 Grams)
- Kim Ki-duk - Ferro 3 - La casa vuota (Bin-jip)

### Nastro d'argento europeo
- Malcolm McDowell - Evilenko

### Nastro d'argento speciale
- Suso Cecchi D'Amico
- Mario Monicelli
- Bruno Bozzetto - Looo per l'animazione (fra i premi assegnati ai cortometraggi)
- Claudio Noce - Aria per la produzione (fra i premi assegnati ai cortometraggi)[5][1]

### Nastro d'argento speciale per il doppiaggio
- Fiorello per il doppiaggio di Garfield - Il film
- Luca Zingaretti per il doppiaggio di Alla ricerca di Nemo
- Cristina Boraschi e Francesco Pannofino per il doppiaggio di Closer

### Miglior cortometraggio
- Trevirgolaottantasette di Valerio Mastandrea
- Lotta libera di Stefano Viali (menzione speciale per la qualità dell'impianto narrativo)
- Mio fratello Yang di Gianluca e Massimiliano De Serio (menzione speciale per la sceneggiatura)
- Buongiorno di Melo Prino (menzione speciale per il soggetto)
- O'guarracino di Michelangelo Fornaro (menzione speciale per l'originalità dell'animazione)
- Sei corto a sinistra di Antonio D'Olivo ("Premio speciale")[1][5]